# Balon v Paříži

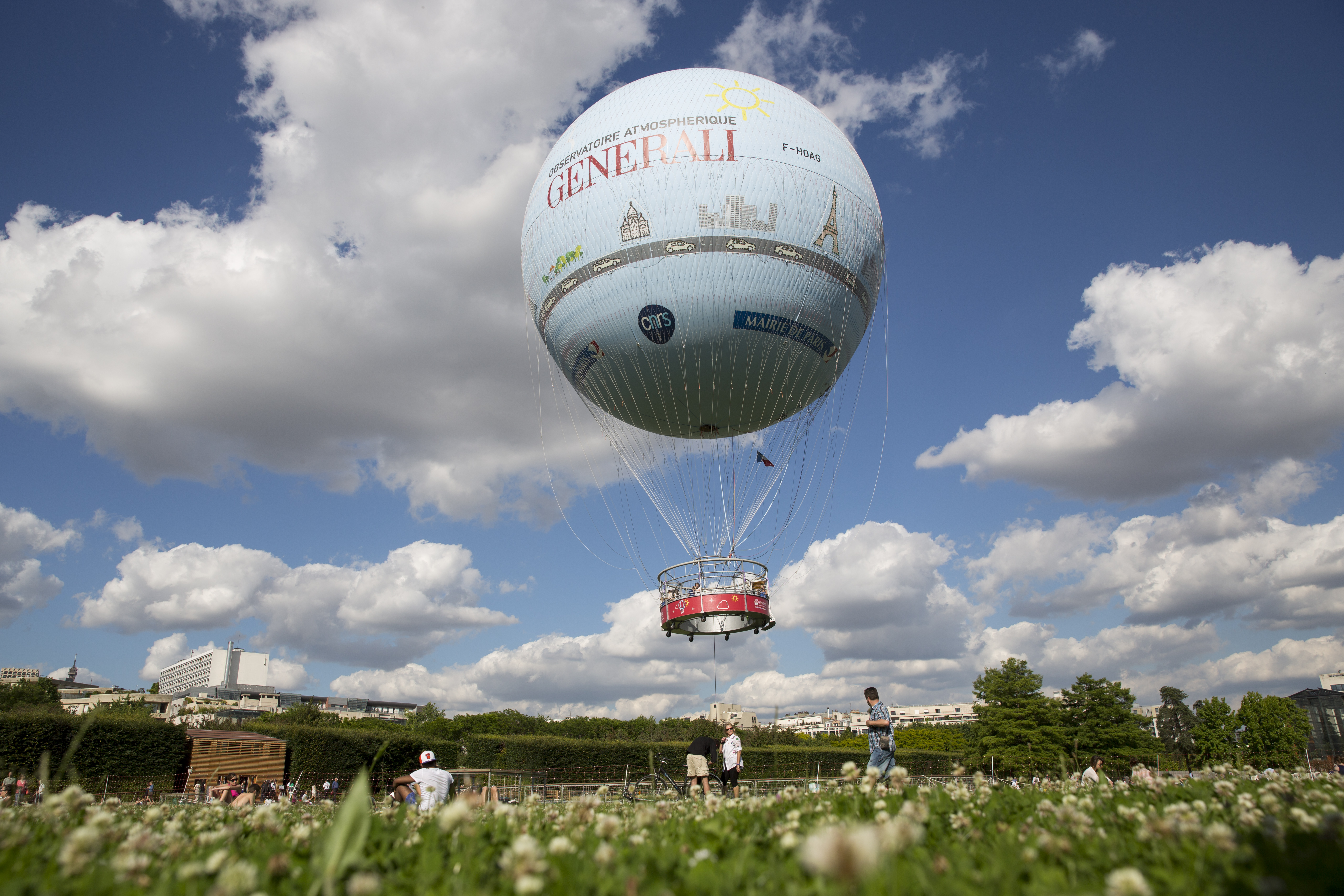
Balon v parku

Balon Generali je turistická atrakce v Paříži. Nachází se v parku André Citroëna. Balon je naplněný plynem a slouží k vyhlídkovému letu do výše 150 m a také jako indikátor znečištění ovzduší. V parku byl instalován v roce 1999.

## Parametry

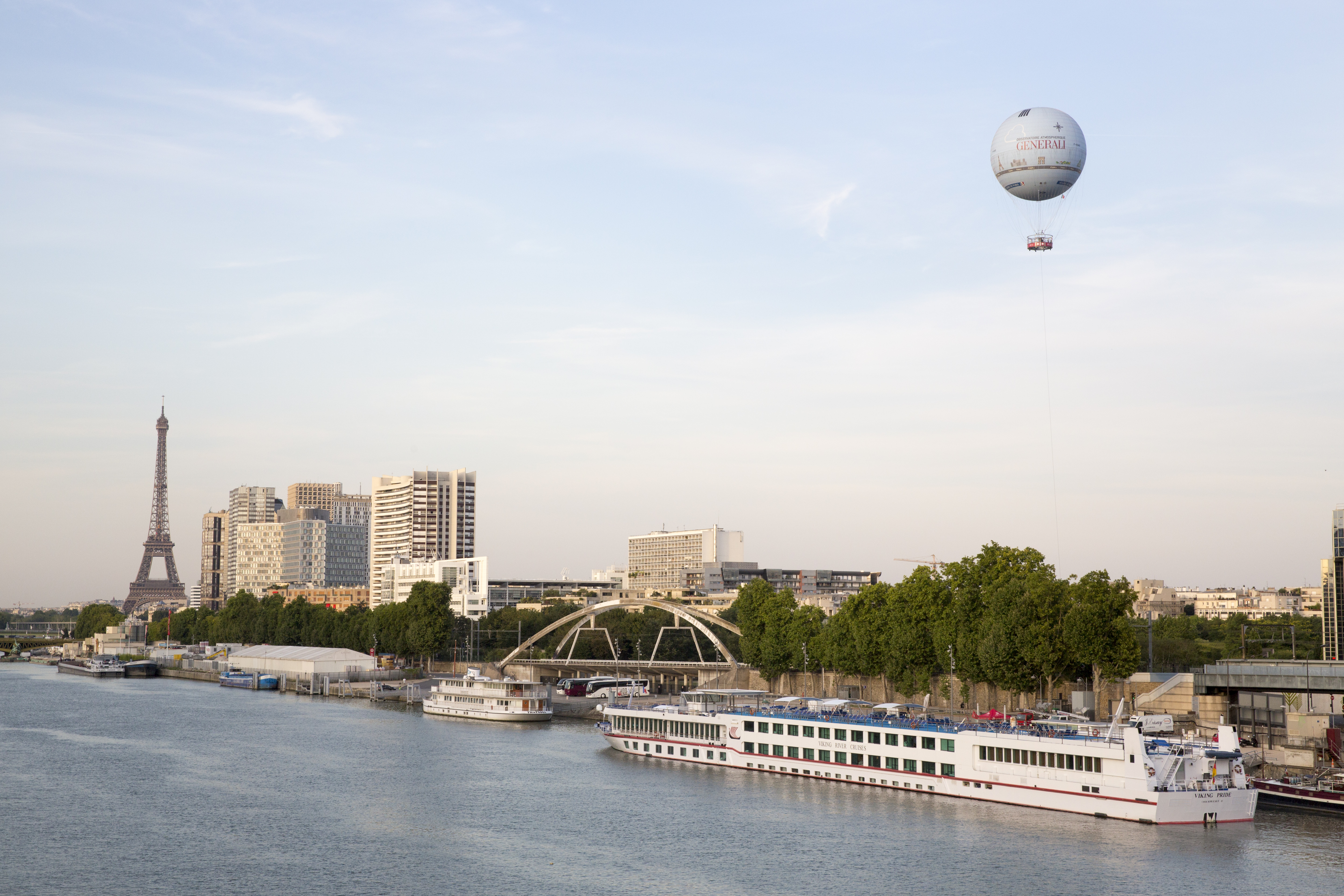
Balon Generali

Balon je naplněn heliem a má objem 6000 m3, jeho výška činí 32 m a průměr 22 m. K zemi je připevněn kabelem, který je ovládán hydraulickým navijákem. Kapacita jednoho letu je třicet osob a balon vystoupá do výšky 150 metrů nad Paříž. Výrobcem a provozovatelem balonu je společnost Aerophile. Za prvních deset let provozu vynesl do vzduchu půl miliónu návštěvníků.

## Využití
Hlavní činností jsou vyhlídkové lety. Balon slouží i jako reklamní plocha, nejprve pro banku Fortis, od roku 2002 pro společnost Eutelsat a v roce 2008 byla uzavřena smlouva s finanční skupinou Banque populaire.
Balon rovněž ukazuje míru znečištění pařížského ovzduší v reálném čase podle měření zasílaných společností Airparif. Barva balonu se tak může měnit od zelené (dobré podmínky), přes oranžovou (průměrné) až po červenou (špatné).
Tento systém je doplněn také samostatným LED panelem, který je vidět ve dne i v noci na spodní straně koše, a který ukazuje stejný barevný kód kvality ovzduší v těsné blízkosti balonu.